# Justicia tinctoriella
Justicia tinctoriella är en akantusväxtart som beskrevs av S.S.R. Bennet och M.B. Raizada. Justicia tinctoriella ingår i släktet Justicia och familjen akantusväxter. Inga underarter finns listade i Catalogue of Life.